# Krzyk mózgowy
Krzyk mózgowy, inaczej płacz mózgowy, cri encèphalique, encephalitic cry – określenie spotykane szczególnie w starszych podręcznikach medycznych i opracowaniach, charakteryzujące jeden z objawów poważnych zaburzeń ze strony ośrodkowego układu nerwowego, np. zapalenia mózgu. Opisywane zwłaszcza u dzieci, ale również u dorosłych. W obecnej literaturze medycznej używane rzadko. Aktualnie ten objaw zazwyczaj jest charakteryzowany jako donośny i piskliwy płacz, często związany z przeczulicą.
Krzyk mózgowy jest mylony przez przeciwników szczepień z tzw. nieutulonym (niekontrolowanym, nieustającym) płaczem - płaczem trwającym ponad 3 godziny, występującym w dniu szczepienia albo dniu następnym. Niekontrolowany płacz występuje jako powikłanie poszczepienne u niemowląt (do 0,42% szczepionych niemowląt; 0,15% na dawkę), pojawiające się przeważnie 6–18 godzin po szczepieniu. Zazwyczaj nie jest związany z uszkodzeniem układu nerwowego czy innymi zaburzeniami neurologicznymi. Wystąpienie nieustającego płaczu jest wskazaniem do poinformowania o tym lekarza przy kolejnych szczepieniach i zachowania wtedy szczególnej ostrożności, nie jest bezwzględnym przeciwwskazaniem do kolejnych szczepień.
W odróżnieniu od niekontrolowanego płaczu - krzyk (płacz) mózgowy jako objaw poważnych zaburzeń ośrodkowego układu nerwowego nie występuje samoistnie, lecz towarzyszą mu inne objawy neurologiczne i objawy choroby podstawowej, wskazujące na zagrożenie życia i zdrowia, będące przesłanką do hospitalizacji w oddziale intensywnej terapii medycznej.